# Santo António (Oliveira de Azeméis)
Lugar da cidade de Oliveira de Azeméis em Portugal, pertencente à freguesia e Município de Oliveira de Azeméis. Zona comercial e residencial que rodeia o Largo de Santo António.
Principais arruamentos:
- Largo de Santo António
- Rua Conde Santiago de Lobão
- Rua Dr. Salvador Tavares Machado
- Rua 25 de Abril
- Rua Velha de Santo António ("Quelho do Marcelino")
- Travessa Conde Santiago de Lobão
- Rua Frei Caetano Brandão (parcialmente)
- Rua Visconde Almeida Garrett
- Rua Manuel Alegria